# Martin Ferrero
Martin Ferrero (Brockport, Nueva York, 29 de septiembre de 1947) es un actor estadounidense.
Ferrero abandonó la secundaria después de su segundo día de clases y se unió al Teatro de Actores de California en Los Gatos, California. En 1979 se mudó a Los Ángeles y comenzó a actuar en Hollywood.
Es muy recordado por su rol como el abogado Donald Gennaro en Parque Jurásico (1993), pero también ha tenido roles importantes. Estuvo apareciendo permanentemente en la serie Miami Vice. Tuvo papeles en Get Shorty (1995), Dioses y monstruos (1998) y El sastre de Panamá (2001).

## Filmografía
- The Tailor of Panama (2001)
- Air Bud: World Pup (2000)
- Gods and Monsters (1998)
- Heat (1995)
- Get Shorty (1995)
- Parque Jurásico (1993)
- Stop! Or My Mom Will Shoot (1992)
- Oscar (1991)
- Shannon's Deal (1990)
- High Spirits (1988)
- Planes, Trains & Automobiles (1987)
- Miami Vice (1984)